# Gallensäuren

Strukturformel von Cholansäure, der Stammverbindung der Gallensäuren

Die Gallensäuren sind ein wichtiges Endprodukt des Cholesterinstoffwechsels und dienen der Fettverdauung und Fettresorption. Gallensäuren gehören zur Gruppe der Steroide.

## Bildung und Vorkommen
Die Gallensäuren werden in den Hepatozyten der Leber aus Cholesterin durch Hydroxylierungsreaktionen und oxidative Verkürzung der am Ring D (Fünfring) befindlichen Seitenkette gebildet.
Die wichtigsten Gallensäuren sind Cholsäure und Chenodesoxycholsäure. Diese liegen in der Galle nicht frei, sondern als sogenannte konjugierte Gallensäuren in Form ihrer Amide mit Taurin oder Glycin und – wegen des im Alkalischen liegenden pH-Werts der Galle – hauptsächlich als deren Anionen (Gallensalze) vor. Konjugierte Gallensäuren kommen auch im Serum von Menschen vor und können, wie der Heidelberger Mediziner Bruno Frosch (* 1929), der 1967 den Heinrich-Wieland-Preis erhielt, untersuchte, quantitativ bestimmt werden. Die Übertragung der Gallensäuren auf Aminosäuren erfolgt mithilfe des Enzyms Gallensäure-CoA:Aminosäure-N-Acyltransferase.

## Bestandteile der Galle
Galle besteht zu 82 % aus Wasser, daneben aus Hydrogencarbonaten, Gallensäuren, Gallenfarbstoffen (etwa Bilirubin), Phospholipiden (wie Lecithin), Cholesterin und Endmetaboliten von Medikamenten und Steroidhormonen.

## Funktion
Die Gallensäuren sind für die Fettverdauung unerlässlich. Sie haben die Fähigkeit, die Oberflächenspannung des Wassers beträchtlich herabzusetzen (Tenside, Emulgatoren). Sie emulgieren die im Darmtrakt wasserunlöslichen Bestandteile (besonders Lipide) und vergrößern die Angreifbarkeit für Enzyme. Die Emulgierung wasserunlöslicher Verbindungen ist eine wichtige Voraussetzung für deren Resorption.
Das bedeutet aber auch, dass nach einer operativen Entfernung des Ileums – in dem 98 % der Gallensalze resorbiert werden, um diese dem enterohepatischen Kreislauf wieder zuzuführen – oder beim Befall des Ileums durch die chronisch entzündliche Darmerkrankung Morbus Crohn, diese Gallensalze vorzeitig mit dem Stuhl ausgeschieden werden und dadurch die Fettverdauung bzw. -absorption empfindlich gestört wird. Es kommt somit zu voluminösen Fettstühlen und einem Malabsorptionssyndrom.
Sinkt in der Gallenblase das Verhältnis der Gallensäure zu Cholesterin auf unter 13:1 (Norm = 20:1), kann Cholesterin ausfallen, so dass es zur Bildung von Gallensteinen (Cholesterinsteinen) kommen kann.
Der vermehrte Anfall von Gallensäuren ist wahrscheinlich an der Kanzerogenese des Dickdarmkrebses beteiligt.

Cholsäure
Desoxycholsäure
Chenodesoxycholsäure
Lithocholsäure
Taurocholsäure
Der Rest der Taurocholsäuren
Glycocholsäure
Der Rest der Glycocholsäuren

## Medizinische Anwendung
Die halbsynthetisch gewonnene Dehydrocholsäure wird als Arzneistoff zur Anregung der Gallesekretion (Choleretikum) angewandt.